# Liste der Wüstungen in Weiden in der Oberpfalz
Die Liste der Wüstungen in Weiden in der Oberpfalz beinhaltet wüst gefallene Siedlungen sowie Burgställe im Bereich von Weiden in der Oberpfalz in Bayern.

## Systematische Liste

### Wüstungen im Südwesten
- Altes Dorf
- Berchtoldsried
- Felsenricht
- Grub (Grublöd)
- Hartenried
- Metzlersricht
- Spitalöd

### Wüstungen im Osten
- Albersdorf
- Biberach
- Hetzenricht
- Neureuth
- Schirchendorf

## Alphabetische Liste
- Altes Dorf
- Berchtoldsried
- Biberach
- Felsenricht
- Grub (Grublöd)
- Hartenried
- Hetzenricht
- Metzlersricht
- Moosöd
- Neureuth
- Leufersbruck
- Partenried
- Perchtolzreuth
- Schirchendorf
- Spitalöd

## Wüstungen
Altes Dorf
Berchtoldsried
Wüstung nördlich von Mallersricht.
Biberach
Biberach, nahe der heutigen Waterloostraße, bestand aus drei Höfen und ging 1362 ein. Die Namensgebung könnte ein Hinweis sein, dass es sich hier um eine sehr alte Siedlung handelt.
Felsenricht
Die Wüstung befand sich zwischen Etzenricht, Rothenstadt und Mallersricht. Von der Siedlung existieren schriftliche Quellen bis 1261.
Grub (Grublöd)
Hartenried
Hetzenricht
Der Ort lag in der Nähe des heutigen Postkellers. Heute ist eine Straße nach ihr benannt.
Metzlersricht
Wüstung nordwestlich von Mallersricht. Die Siedlung bestand aus zwei Höfen.
- 1270: Metzlersricht gehörte zum Besitz der Burg Störnstein
- 1326: Drei Eigenhöfe gehörten zum Amt Störnstein
- 1416: Eine Öd namens Mäzlesreuth wird genannt
- 1440: zu Matzlersricht gehören
  - 4 Tagwerk Wiesen
  - 15 2Morgen" Acker
  - 20 "Morgen" Wald
- 1440: Matzlersricht gehört nun zur Herrschaft Parkstein.

Moosöd
Die Einzelsiedlung Moosöd gehört im Jahre 1802 zum Landgerichtsbezirk Parkstein und ist im Jahre 1820 Teil der Landgemeinde Neunstadt an der Waldnaab.
Im Jahre 1861 gibt es in der Einzelsiedlung ein Gebäude als Bauernhof, bezeichnet als Waldhof (Moosöd) Einöde bei Neustadt an der Waldnaab.
Moosöd gehörte im Jahre 1868 (schon seit 1820) noch zur katholischen Pfarrei Alt- und Neustadt und die Kinder gingen in Altenstadt zur Schule. Zu dieser Zeit bestand die Siedlung aus 7 Gebäuden mit 11 Einwohner.
Neureuth
Leufersbruck
Lag Nordwestlich von Neunkirchen und Latsch.
Partenried
Perchtolzreuth
Schirchendorf
Schirchendorf lag etwa 1100 Meter südwestlich von Tröglersricht an der Quelle des heutigen Egelseewiesenbachs. Die Siedlung, welche aus drei Höfen bestand, war 1396 noch bewohnt.
Spitalöd
Die Flur wurde im Jahr 1452 dem Spital in Weiden gestiftet und brachte Zehnteinnahmen.
Die Ansiedelung gehörte 1818 zur Gemeinde Frauenricht mit den Dörfern Frauenricht, Latsch und Halmesricht. Von dort bezog das Spital im Jahre 1876 Einnahmen (Lehen) von einem Bauernhof. Der Einzelsiedlung Spitalöd gehört zu jener Zeit zur Pfarrei und Schule von Neunkirchen, sowie zur Post in Weiden.
Im Jahr 1972 wurde Spitalöd eingemeindet und abgerissen. Seitdem war Spitalöd unbewohnt.

## Burgställe
Burgstall Keckenburg
Der Burgstall Keckenburg ist eine abgegangene mittelalterliche Turmhügelburg (Motte) am Westufer der Waldnaab etwa 125 Meter nordöstlich der Kirche von Rothenstadt, einem Stadtteil von Weiden in der Oberpfalz. Die Keckenburg war das älteste Bauwerk im Stadtgebiet von Weiden.
Burgstall Mallersricht
Der Burgstall Mallersricht ist eine abgegangene mittelalterliche Spornburg im Burgstallholz etwa 500 Meter ostnordöstlich von dem Dorf Mallersricht, einem heutigen Stadtteil von Weiden in der Oberpfalz.
Burgstall Moosbürg
Der Burgstall Moosbürg ist eine abgegangene mittelalterliche Turmhügelburg (Motte) am Südrand des Dorfes Moosbürg, einem heutigen Stadtteil von Weiden in der Oberpfalz.
Burgstall Ullersricht
Der Burgstall Ullersricht bezeichnet eine abgegangene mittelalterliche Turmhügelburg (Motte) am Südostrand von Ullersricht, einem heutigen Stadtteil von Weiden in der Oberpfalz.

## Turmhügel
Turmhügel Tröglersricht
abgegangene mittelalterliche Turmhügelburg (Motte) am Westrand von Tröglersricht
Turmhügel Trauschendorf
Die Burgstelle liegt im oberen Tal des Trauschenbaches, der sich südlich des Ortes gabelt und Trauschendorf im Osten und im Westen umzieht. An einem Südhang des westlichen Bacharmes lag die Burg etwa 40 Höhenmeter über dem Talboden. In den Jahren 1966/67 wurde der Turmhügel im Zuge der Flurbereinigung völlig verebnet.